# Hannesmühle (Bruneck)

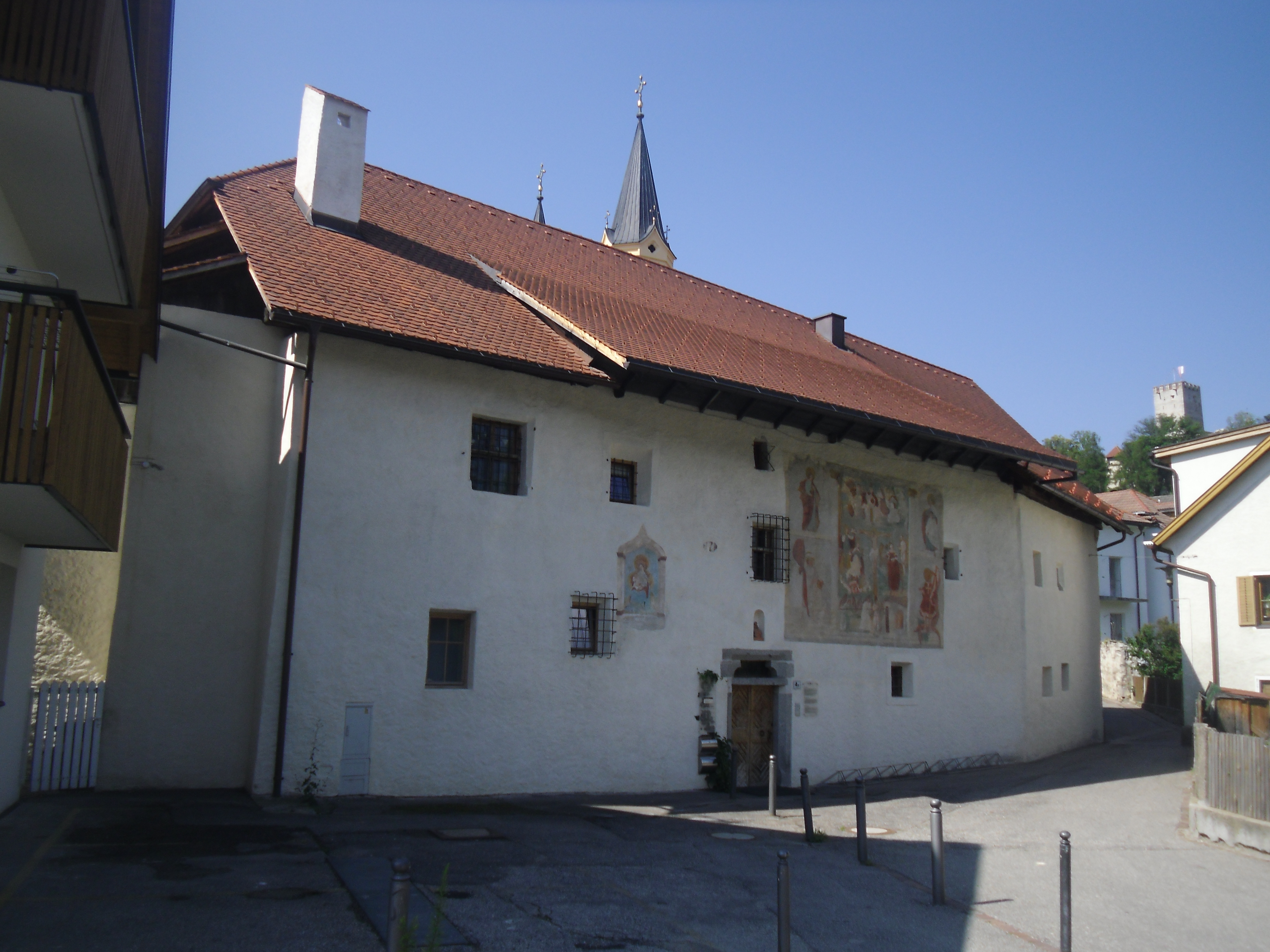
Die Hannesmühle in Bruneck

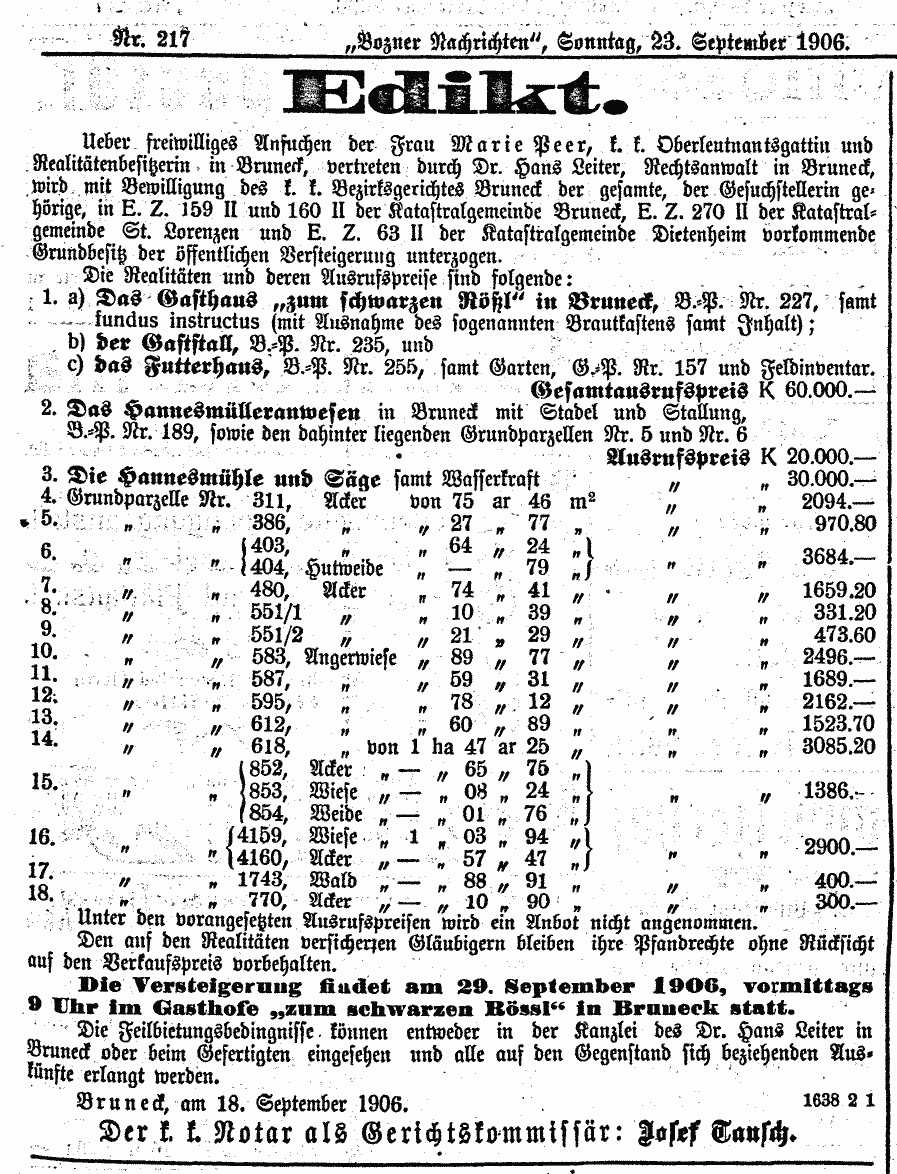
Versteigerungsedikt für die Hannesmühle in den Bozner Nachrichten, 1906

Die Hannesmühle (auch Johannesmüllerhaus) ist eines der ältesten Häuser der Südtiroler Stadt Bruneck. Es steht unter Denkmalschutz.

## Geschichte
Ein Vorgängerbau der heutigen Hannesmühle dürfte bereits im 10. Jahrhundert hier im Ortsteil Ragen bestanden haben, wie aus einer Traditionsnotiz des Hochstifts Brixen von 995–1005 hervorgeht, in der eine Frau Suanihilt einige Besitzungen der Kirche in Brixen überlässt, wofür sie u. a. die Mühle in Ragen erhält. Die Mühle, die ein görzisches Lehen war, wurde im Mittelalter durch eine Säge und einen Gerberstampf erweitert. Zu Beginn des 16. Jahrhunderts erhielt das Gebäude dann in etwa sein heutiges Aussehen.

## Baubeschreibung
In der heutigen Mühlgasse, die nach der Hannesmühle benannt ist, liegt das Gebäude mit seiner Nordfassade so, dass man sie schon von weitem sieht, besonders als man einst über den Totensteig, die alte Rienzbrücke nach Ragen ging. An dieser Seite befindet sich ein steingerahmtes Rechteckportal mit schön geformter Oberlichte mit Schulterbogen. Dahinter gelangt man in den gewölbten Hausgang. Im ersten Stock findet sich eine Balkendecke, ein gewölbter Raum sowie eine barocke Stube mit Erker und Barocktäfelung.

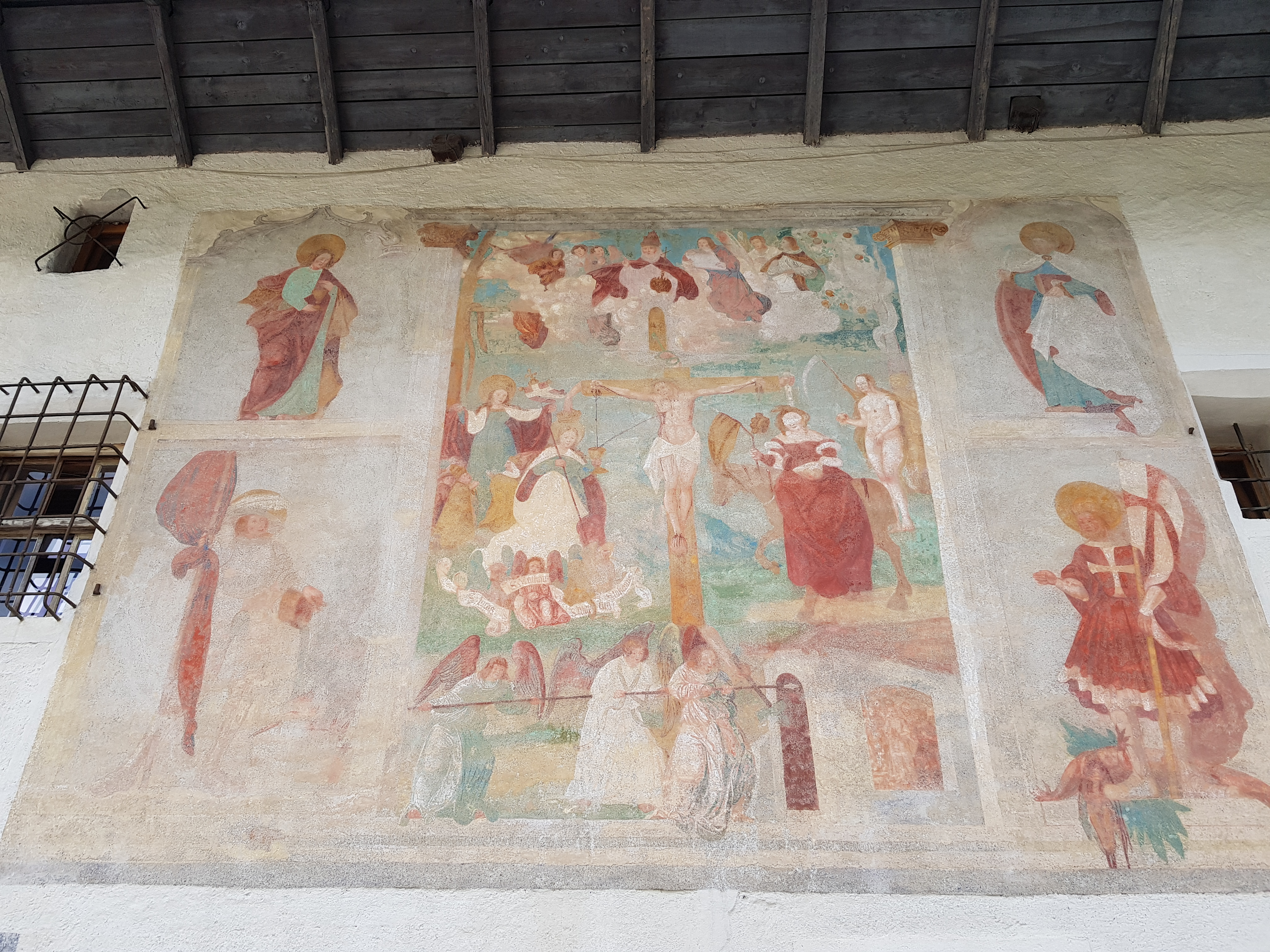
Fresko (um 1520)

Kunsthistorisch besonders interessant sind die Fresken neben der Eingangstür, die aus der Zeit um 1520 stammen. Das linke, kleinere Fresko zeigt die Mutter Gottes in einem Kielbogen. Das rechte, größere Wandgemälde bringt im Zentrum den gekreuzigten Christus. Darüber ist Gottvater über dem Himmelstor, umgeben von Engeln, dargestellt. Zu beiden Seiten des Kreuzes erkennt man links Maria, rechts Eva, sowie links die allegorische Figur der Ecclesia und rechts der Synagoge. Direkt unterhalb der Maria sind die Symbole der Evangelisten und ein Spruchband zu erkennen. In der untersten Ebene, unterhalb des Kreuzes, sind Engel mit Lanzen in Händen dabei die Vorhölle mit den armen Seelen zu erstürmen. Das mehrteilige Bild wird zudem von vier großen Heiligenbildern umgeben, die auf der linken Seite oben den Apostel Johannes, unten den heiligen Florian und auf der rechten Seite oben den Apostel Bartholomäus und unten den heiligen Georg zeigt.
Um dieses Fresko rankt sich die Geschichte vom Brunecker Intelligenztest. Auf dem Bild versteckt sich ein kleines Schweinchen, das ursprünglich nichts mit dem Fresko zu tun hatte, sondern wohl auf einen ehemaligen Besitzer Kassian Saumüller aus dem 17. Jahrhundert zurückgeht, der sich auf diese Weise verewigt hat. Wem es gelingt, das Schweinchen zu entdecken, der hat den Intelligenztest bestanden.